# 이노우에 마리나
이노우에 마리나(1985년 12월 20일 ~)는 일본 아오니 프로덕션 소속의 여자 성우다.
대표작으로 『따끈따끈 베이커리』(칸무리 시게루), 『월면토끼병기 미나』(츠쿠다 미나), 『천원돌파 그렌라간』(요코), 『안녕 절망선생』(키츠 치리),『세키레이』(츠키우미), 『진격의 거인』(아르민 알레르토) 등이 있다.

## 경력・인물

### 경력
- 2003년 「소니뮤직 SD그룹 성우 오디션」에서 2000명의 응모자 중에서 그랑프리를 수상한다.
- 2004년 1월 OVA『코제트의 초상』의 주인공인 코제트 역으로 데뷔.
- 2007년 3월 20일 가쿠슈인 대학을 졸업.
- 2008년 1월 보이스 & 하트에서 시그마 세븐으로 이적했다.
- 2022년 1월 1일부로 아오니 프로덕션에 이적했다.

### 에피소드
- 애니메이션 월면토병기 미이나에서 여자 아나운서 츠쿠나 미나 역을 맡았는데, 발음이 너무 정확해서 NG를 낸 적이 있다.
- 『미나미가 미나키케!』에서는 진행자 사토 리나, 치하라 미노리와 함께 3명이서 교환만화를 하고 있는데, 가장 처음 그린 게 굉장히 퀄리티가 높은 것에 대해 나머지 두 사람이 구박한 적이 있다.
- 소년 역을 연기했던 게임 블루 드래곤에서 녹음했을 때, 자신의 뜻대로 연기가 안 돼서 고생했다고 한다. 소리지르는 장면이 많아서 목소리가 나오지 않아 병원을 다니면서 녹음했다고 한다. 녹음하기 전, 깊은 생각에 빠진 얼굴로 고민하고 있을 때 음향감독이 '자신이 원하는 대로 내면 된다'는 가르침을 받아, 소년역에 자신감을 가질 수 있었다고 잡지 인터뷰에서 밝힌 적이 있다.
- 천원돌파 그렌라간DVD 특전 제 1권에서는 가이낙스를 방문하여 첫 작화작성에 도전했다. 완성한 작화는 부감독 오오츠카 마사히코가 놀랐을 정도라고 한다.
- 쿠메타 코지 원작의 안녕 절망 선생시리즈(키츠 치리 역)와, 쿠메타의 원 어시스턴트 하타 켄지로 원작의 하야테처럼!(타치바나 와타루 역 등) 양방에서 정규 주연으로 출연으로(이것은 마츠키 미유도 동일하다) 관계하자 쿠메타에서는 하야테로 부르는 하타 사이드에 대적하는 첩보원(코드네임 킷치리)적인 대접을 받고 있다.(라디오 안녕 절망선생 제 12집에서)
- 월면토끼병기 미이나에서는 전 13화의 서브타이틀을 담당했다. 하야테처럼!(제 35화~제 38화)의 <<와타루와 사키의 집사통신>>에서는 와타루와 사키의 일러스트를 직접 그렸다.
- 웹 라디오 『관동 도서기지 홍보과 여자기숙사』제 7회에서 ‘사귄다면 모두 결혼을 전제로, 미래가 없는 사귐은 있을 수가 없다’라고 고백하여 파트너 사와시로 미유키나 라디오 스태프들을 놀라게 했다. 또한 라디오『나가자! 광란가족계획』제 13화에서는 ‘중・고교는 여자고등학교에서 연애에 흥미도 없고 만남도 없었다’고 말했다.

## 출연작품
※ 굵은 글씨는 주인공 또는 주요 인물.

### TV 애니메이션
2004년
- 학원 앨리스 (하라다 미사키, 코미나토 치카)
- tactics (로자리)
- 월영 -MOON PHASE- (모리오카 코헤이(소년시절))
- 따끈따끈 베이커리  (칸무리 시게루)

2005년
- 우에키의 법칙 (천계인 여자아이, 엄마, 미녀B)
- 은반 컬라이더스코프 (혼죠 미카)
- 지옥소녀 (쿠루시마 카오루코)

2006년
- 엔젤하트 (나기사)
- 따끈따끈한 뮤지컬 네리마다이콘 브라더스 (카라쿠리 형사 유키카)
- Black Blood Brothers (장난꾸러기)
- 키바 (애니메이션) (레베카, 제사라, 피노, 모레노)
- 제가페인 (미나토)
- 009-1 (009-7/미아 코넬리)
- 허니와 클로버 (아이)
- 블러드+

2007년
- 엘 카자드 - 리리오 (리리오)
- 크게 휘두르며 (미하시 루리)
- 학원 유토피아 마나비 스트레이트! (우에하라 무츠키)
- 키스덤 -ENGAGE planet- (키리이 토온)
- 월면토병기 미나 (츠쿠다 미나)
- 안녕, 절망선생 (2007년 - 2009년, 키츠 치리)
- 작안의 샤나 （2007년 - 2012년、채색의 회오리 피레스) -2시리즈
- 멋진탐정 라비린스 (코가 라쿠타)
- 디 그레이맨 (엘타)
- 지구로... (세키 레이 시로에)
- 천원돌파 그렌라간(요코 리트나)
- 슈팅 바쿠간 (아키라, 료, 나에, 곤바, 샤이아)
- 바카노! (이브 제노아드)
- 하야테처럼! (2007년 - 2013년, 타치바나 와타루, 쿠레사토 시온) -4시리즈
- 우리들의
- 마법소녀 리리컬 나노하 (2007년 - 2015년에리오 몬디알, 웬디, 칭크) -2시리즈
- 미나미가 (미나미 카나)
- 무시우타 (카스오)
- 모에땅 (시즈쿠／매지컬 시즈쿠)

### OVA
- 코제트의 초상 (코제트 도베르뉴)
- KITE LIBERATOR (노구치 모나카)
- 도쿄 마블 초콜릿 (미키)
- OAD 마법선생 네기마! ~하얀 날개 Ala Alba~ (이누가미 코타로)
- 옥·안녕 절망 선생님 (키츠 치리)
- IS 인피니트 스트라토스「사랑에 애태우는 6중주」  (라우라 보데비히)
- IS 인피니트 스트라토스「월드 퍼지」  (라우라 보데비히)

### 극장판
2024년
- 진격의 거인 더 라스트 어택 (아르민)

2021년
- 극장판 주술회전 0

2018년
- 극장판 진격의 거인 2기: 각성의 포효 (아르민 알레르토)

2015년
- 데이트 어 라이브-마유리 저지먼트 (야토가미 토카)

2011년
- 극장판 하야테처럼! HEAVEN A PLACE ON EARTH  (타치바나 와타루)

### 게임
2005년
- 하늘색 풍금 -Remix- (플로리아)

2006년
- 그라나도 에스파다 (카류케)
- BLUE DRAGON (슈우)

2007년
- 학원 유토피아 마나비 스트레이트! 반짝반짝☆Happy Festa! (우에하라 무츠키)
- 무장신희 BATTLE RONDO (머메이드형MMS 이아네이라)
- 하야테처럼! 내가 로미오고 로미오가 나 (타치바나 와타루)

2008년
- 하야테처럼! 아가씨 프로듀스 대작전 나의 색으로 물들어라! (타치바나 와타루)
- 알카나 하트2 (페트라 요한나 라겔크비스트)
- 전장의 발큐리아 (아리시아 멜키오트)
- Breath 한숨은 암적색 (히이라기 시온)
- 노을 빛으로 물드는 언덕 패러렐 PS2판 (키류 츠카사)
- 테일즈 오브 하츠 (코하쿠 하츠)

2009년
- 페르소나3 포터블 (여성주인공)

2017년
- 화이트데이 : 학교라는 이름의 미궁 (성아)

```
                    일본버전
```

- 하얀고양이 프로젝트 : 아이샤 어전트

2018년
- 소녀전선 : OTs-14, 6P62
- 벽람항로 : 장 바르

### 특촬물
2010년
- 천장전대 고세이저 (기계어오제국 마트린티스의 메탈 앨리스)

### 외화
2024년
- 수퍼 소닉 3 (매디 와코우스키)

### 라디오
- 마리나의 아니프레 정보국 (라디오 칸사이, 분카방송)
- 월면토병기 미나 스포르나 정보국 - 나카오 에리와 공동진행. (인터넷 라디오, 2006년 12월 18일 - 2007년 8월 27일)
- 라디오 유토피아 마나비 스트레이트! 학생회 임시방송 - 후지타 사키와 공동진행. (인터넷 라디오, 2007년 1월 15일 - 4월 30일)
- 온센돌파 그렌라간라디오 - 카키하라 테츠야와 공동진행. (인터넷 라디오, 2007년 3월 5일 - 11월 26일)
- 미나미가의 모두 들어 - 사토 리나, 치하라 미노리와 공동진행. (인터넷 라디오, 2007년 9월 28일 - 2008년 5월 30일)
- 라디오 천원돌파 그렌라간 - 카키하라 테츠야와 공동진행. (라디오 칸사이, 분카방송, 2008년 2월 2일 - )
- 코베 전향 여학교 - 이토 카나에와 공동진행. (라디오 칸사이, 2008년 4월 4일 - )
- 관동 도서기지 홍보과 여자기숙사 - 사와시로 미유키와 공동진행. (인터넷 라디오, 2008년 4월 10일 - 7월 3일)
- 이노우에 마리나·시모다 아사미의 IT혁명! - 시모다 아사미와 공동진행. (분카방송 초!A&G+, 2011년 4월 6일 - )